# Рейд Лисовского (1615)
Рейд Лисо́вского — эпизод русско-польской войны 1609—1618 годов, в ходе которого лисовчики под командованием пана Лисовского совершили поход в глубь территории России, описав в 1615 году большую петлю вокруг Москвы и возвратившись на территории Речи Посполитой. Всего в рейде участвовало до 1200—2000 человек. Приготовления к походу проходили в Смоленске и были согласованы с польским командованием (лично с гетманом Ходкевичем). Поход был одобрен им для отвлечения русских от осады Смоленска. Однако участвовавший в нём отряд нельзя было назвать польским. Польская казна не финансировала поход, а отряд кормился целиком за счёт военной добычи. Состав его также был пёстрым. Помимо литовцев, поляков и белорусов, в нём принимали участие немцы, татары и казаки. Первоначальное ядро отряда составило 600 лисовчиков, которые делились на 6 хоругвей (сотен). Все они были всадниками, что, с одной стороны, способствовало большей манёвренности, а с другой — не позволяло иметь с собой тяжёлые орудия для взятия крепостей.

## Хронология рейда
Выступив в поход во второй половине февраля 1615 года, 13 марта лисовчики подошли к Брянску, в котором находился русский гарнизон под командованием Петра Воейкова, однако взять его не смогли. Свыше двух месяцев Лисовский блокировал крепость и собирал силы. Число лисовчиков удвоилось за счёт немцев, донских казаков и поляков, посланных Ходкевичем. Узнав о приближении московского войска князя Юрия Шаховского (7 тысяч человек), Лисовский сыграл на опережение и 19 июня атаковал рать русского воеводы под Карачевым. Несмотря на неравенство сил, Лисовский сумел разгромить князя Шаховского. В это время к Москве с севера подошли казаки атамана Баловня, которые заявляли о солидарности с лисовчиками.
Расправившись с мятежниками на севере, московские власти смогли снарядить новое войско для борьбы с Лисовским. Теперь русскими ратями предводительствовал герой 2-го ополчения князь Пожарский. 23 августа в 6 километрах от города Орёл передовой отряд царских войск атаковал лисовчиков, сам Лисовский был ранен стрелой в руку. Это событие вошло в историю как «Орловский бой». Однако контратака «литовских людей» опрокинула русскую рать. С князем Пожарским из 2000 воинов осталось меньше половины, которые, однако, упорно оборонялись. Лисовский не решился продолжать штурм укреплённого стана Пожарского, который мог бы привести к большим жертвам.
6 дней Лисовский выжидал, а затем внезапным штурмом захватил Орёл и предал его деревянные строения огню (29 августа). Отсюда лисовчики пошли на север и уже 10 сентября подступили к Болхову, но, встретив сопротивление, отошли от него к оставленному на произвол судьбы Белёву и сожгли его 11 сентября. В тот же день отряды лисовчиков подступили к Лихвину, но местный гарнизон удержал город. 12 сентября Лисовский взял Перемышль, в котором был оставлен малочисленный гарнизон воеводы Семёна Глебова (76 человек). Здесь лисовчики смогли восстановить свои силы, разоряя окрестные сёла. Тем временем, князь Пожарский тоже собирал свои силы и начал преследование Лисовского, однако, заболев, ушёл в Калугу. Уклонившись от сражения с крупными частями царской армии, Лисовский обогнул Калугу с запада и неожиданно ударил по Ржеву, где находилась крупное соединение русской армии под командованием Фёдора Шереметева. Внезапная атака обеспечила лисовчикам победу. Торжествующий Лисовский послал в Речь Посполитую отряд с донесением из 40 человек под командованием ротмистра Синявского, который, впрочем, на обратном пути 12 ноября был перехвачен русскими войсками. Несмотря на то, что к лисовчикам под Ржевом присоединилось 160 казаков, войско Лисовского было уже не таким, как раньше. Немцы ушли из отряда, часть всадников полегла в боях с русскими ратями либо попала в плен. В распоряжении пана Лисовского оставалось 850 всадников (400 «литовских людей», 300 черкас и 150 «русских воров»).
Покинув Ржев, лисовчики сожгли Торжок и, пройдя мимо Кашина, достигли Углича. Лисовский не решался штурмовать крепость и созвал на военный совет своих командиров для решения вопроса о направлении своей военной экспедиции. 2 декабря лисовчики были в окрестностях Романова и захватили Данилову слободу. Здесь они остановились на неделю, чтобы собраться с силами и ограбить окружающие сёла. Одновременно Лисовский посылал дозорных, чтобы исследовать возможность штурма Костромы, но отказался от этого намерения ввиду скудости своих средств. Тем не менее, следующей жертвой лисовчиков стала Шуя. Далее в конце декабря 1615 года лисовчики достигли Мурома, но были отражены местным гарнизоном. 25 декабря вышедшей из Ярославля царской рати воеводы Куракина удалось настигнуть пана Лисовского в районе города Алексин и навязать ему сражение. Однако Лисовский смог сохранить отряд. 29 декабря он достиг Лихвина и 3 января 1616 года безуспешно пытался повторно его взять. В январе 1616 года лисовчики ушли в Мстиславль, на Смоленщину, которую в то время контролировали поляки.

## Значение
Успех рейда Лисовского окрылил поляков, и они организовали спустя два года Московский поход Владислава, намереваясь посадить на русский престол своего королевича и заключить унию, подобную той, которая присоединила Литву к Польше.